# WeLive
WeLive oder WeLive Festival ist ein Streaming-Format aus Deutschland. Die mehrfach ausgezeichnete Kultur-Initiative präsentiert talentierte Musiker abseits des Mainstream in aufwändigen Konzertfilmen. Produziert wird WeLive von der deutschen Medienproduktionsfirma punchline studio, Konzertveranstalter ist der gemeinnützige Verein Lahrer Rockwerkstatt e.V.

## Inhalt
Die Konzertfilm-Serie stellt in jeweils rund einstündigen Episoden verschiedene Ensembles und Solo-Künstler in den Mittelpunkt. Dabei legen die Produzenten bewusst den Fokus auf eher unbekannte Musiker. Das deutsche Musikmagazin Time for Metal beschrieb die Mediathek von WeLive deshalb als das “Netflix für Regio-Künstler”. Genre-Einschränkungen gibt es bei WeLive keine. So traten in den ersten zwei Staffeln von WeLive bereits Künstler aus 17 unterschiedlichen Musikrichtungen auf dem sogenannten Online-Festival auf. Die Ensemble-Größen variierten dabei stark von Solist bis zwölfköpfigem Ensemble. Da die Produktion der Serie zu Beginn der Corona-Pandemie gestartet wurde, ließen die Veranstalter von Beginn an keine Zuschauer zu den Konzerten zu. Die Musiker treten daher bis heute lediglich vor dem Filmteam auf. Bemerkenswert ist hierbei, dass sowohl das Kamera-Team als auch die Veranstaltungstechniker in jeder Episode als Teil des Films zu sehen und zu hören sind. Dieser inszenatorisch Trick gibt den Musikern die Möglichkeit, trotz fehlendem Publikum mit den Menschen im Raum zu interagieren. In vielen Episoden finden daher kurze Dialoge zwischen Künstlern, Filmteam und Technikern statt. Zudem ist zwischen den Stücken Applaus zu hören.

## Hintergrund
WeLive startete im Mai 2020 als Corona-Initiative in Zusammenarbeit zwischen dem Veranstalter Lahrer Rockwerkstatt e.V., der Medienproduktionsfirma punchline studio und dem Kooperationspartner Schlachthof Jugend&Kultur Lahr. Ziel des Teams war die Unterstützung der regionalen Kulturszene während des ersten Corona-Lockdowns. Durch die pandemie-bedingte Schließung von Kulturstätten und flächendeckenden Absagen von Veranstaltungen, hatten Künstler zu dieser Zeit kaum Auftrittsmöglichkeiten. Als Unterstützungsleistung setzt das WeLive-Team daher verschiedene Künstler aus der Region in aufwändigen Konzertfilmen in Szene und veröffentlichte diese ohne Bezahlschranke im Internet. Regie führten die Brüder Pirmin Styrnol und Maik Styrnol. Bereits die erste Episode mit Singer-Songwriter Dominik Büchele wurde in der ersten Nacht nach der Veröffentlichung mehr als 20.000 Mal angesehen und erhielt in der Fachpresse großes Lob. Im Gegensatz zu den zu Beginn der Pandemie häufig günstig produzierten Live-Streams, setzte WeLive auf eine hochwertige Filmproduktion mit zehn bis 15 größtenteils bewegten Kameras, eine mehrwöchige Postproduktion sowie Mixing und Mastering. Damit sollte gewährleistet werden, dass die Konzertfilme auch nach der Corona-Pandemie noch als filmische Visitenkarte für die Künstler dienen könnten.
Für die Filmaufnahmen sowie die Postproduktion zeichnete von Beginn an die Produktionsfirma punchline studio verantwortlich. Das Unternehmen war zu diesem Zeitpunkt bereits als Spezialist für filmische Konzertaufnahmen bekannt und hatte zuvor bereits Konzerte mit Szenegrößen wie Deep Purple, Uriah Heep, Nazareth oder Wishbone Ash gefilmt. Die Lahrer Rockwerkstatt war als ehrenamtlicher Veranstalter für Technik und Hygienekonzept zuständig. Der gemeinnützige Verein unterstützt bereits seit 1996 die regionale Musikszene der Ortenau.
Die sechs Episoden umfassende erste Staffel von WeLive wurde im Rhythmus von 14 Tagen von Mai 2020 bis August 2020 veröffentlicht. Die sechste Episode mit der Rockband OIL erreichte innerhalb eines Tages über 50.000 Aufrufe. Insgesamt erreichte die Serie bereits über eine Million Internetnutzer. Im Dezember 2020 erhielten die Macher von WeLive den deutschen Rock&Pop Preis für die Förderung der Musikkultur. Durch eine Förderung durch das Land Baden-Württemberg und dem Innovationsfonds Kunst konnten die Veranstalter im Jahr 2021 die Schwesterinitiative “WeLive on Tour” ins Leben rufen und die Idee von regionaler Kulturunterstützung auf das ganze Bundesland ausweiten. Seit April 2021 werden in regelmäßigen Abständen neue Konzertfilme mit Künstlern unterschiedlichster Genres aus verschiedenen Locations und Spielstätten in Baden-Württemberg veröffentlicht. Die Jury des Alternativen Medienpreises zeichnete die Produzenten dafür in der Kategorie “Vernetzung” aus.

## Episodenliste und Besetzung
| Veröffentlichungen | Protagonist | Musikstil                          |
| ------------------ | --- | ---------------------------------- |
| Mai 2020           | Dominik Büchele & Umleitung                                                                                                | Singer-Songwriter                  |
| Juni 2020          | Qult | Rap'n'Roll                         |
| Juni 2020          | Pervez Mody | Klassik Piano                      |
| Juli 2020          | Von Welt | Post-Rock                          |
| Juli 2020          | No Authority | Ska-Punk                           |
| August 2020        | Oil | Hard Rock/Heavy Metal              |
| April 2021         | Dead Venus | Progressive Rock/Progressive Metal |
| Mai 2021           | Matt Woosey Band | Blues/Folk                         |
| Juni 2021          | Fatcat & Hannah Wilhelm | Funk/Deutsch-Pop                   |
| Juli 2021          | Classic meets Electro (Cornelia Lanz, Menno Koller, Anzhelika Kovalenko, Andrej Melik, Julian Maier-Hauff, Konrad Hinsken) | Oper, Klassik, Electro             |
| November 2021      | Everdeen | Indie-Rock (Unplugged)             |
| Januar 2022        | Tuys | Alternative Rock/Post-Rock         |
| März 2022          | Zweierpasch | Rap                                |
| März 2022          | Boum Percussion | Percussion                         |
| Mai 2022           | s'Buurequartett | Folklore/Rock                      |

## Rezeption
Von Beginn an erhielten die Filme des WeLive Festivals ein großes Medien-Echo. Vor allem der filmische Anspruch, sowie der Ton erhielten sehr gute Kritiken. So lobte das ZETT-Magazin die „hervorragende Soundqualität“ aller Episoden, während SWR2 die „starken Farben“ im von Klavierhersteller Steinway&Sons präsentierten Konzertfilm mit Pianist Pervez Mody hervorhob.

„Der gemeinnützige Verein Lahrer Rockwerkstatt, die Medienproduktionsfirma punchline studio sowie der Kooperationspartner Schlachthof haben in den vergangenen Monaten ein beeindruckendes Festival auf die Beine gestellt, um die Kulturszene und hauptsächlich Newcomer in diesen schweren Corona-Zeiten zu unterstützen.“

„(...) eine faszinierende Konzertfilmreihe aus dem Boden gestampft. Im Gegensatz zu den überall angebotenen Live-Streams, entschieden sich die Veranstalter des WeLive-Online-Festivals dafür, die Konzerte vorab aufzuzeichnen und im Nachgang nochmal durch eine jeweils zweiwöchige Postproduktion zu echten Kunstwerken zu machen.“

“Selten macht das Bild so viel Lust. Im Allgemeinen haben Live-Aufnahmen nicht oft eine so starke Ästhetik, hier jedoch ist sie titanisch!”
“Il est rare que l’image fasse autant de désir, en général les captations lives n’ont pas souvent une esthétique aussi forte, ici elle est titanesque!”

## Auszeichnungen
- 2020: Deutscher Rock & Pop Preis für die Förderung der Musikkultur[41]
- 2021: Alternativer Medienpreis in der Kategorie Vernetzung[42]
- 2021: Förderung durch den Innovationsfonds Kunst 2021 des MWK Baden-Württemberg[43]